# Отель Сесил
Отель Сесил — отель в центре Лос-Анджелеса, открытый 20 декабря 1924 года. Пришел в упадок во время Великой депрессии. В 2011 году был переименован в Stay On Main. Здание имеет 14 этажей, 700 номеров для гостей и богатую историю, включающую множество самоубийств, несчестных случаев или необычных смертей. В 2017 году начались ремонтные работы, которые были приостановлены из-за пандемии COVID-19, что привело к временному закрытию отеля. 13 декабря 2021 года отель снова стал доступен для гостей.
В статье газеты Los Angeles Times 2023 года было акцентировано внимание на плохое состояние отеля, в том числе черная плесень, протечки воды, вандализм, граффити и антисанитарные условия в зонах общего пользования.
В 2024 году владельцы отеля Сесил, компания Simon Baron Properties, выставили отель на продажу.

## История
Отель Сесил был построен в 1924 году тремя гостиничными предпринимателями: Уильямом Бэнксом Ханнером, Чарльзом Л. Диксом и Робертом Х. Шопсом. Его проектировал Лой Лестер Смит в стиле Beaux-Arts (или арт-деко), а строительство велось Simon Barron Developments. Стоимость строительства составила 1,5 миллиона долларов. Три инвестора вложили около 2,5 миллионов долларов в этот проект, осознавая, что в центре города уже открыты несколько похожих отелей. Однако всего через пять лет после открытия США погрузились в Великую депрессию. Хотя отель процветал в 1940-х годах, в последующие десятилетия его популярность начала падать, так как близлежащий район Скид Роу стал всё более заселенным бездомными. До 10,000 человек без жилья проживали в радиусе 6 км от отеля.
В 2008 году часть отеля была отремонтирована после того, как он был передан в руки нового владельца.
В 2011 году часть отеля была переименована в «Stay on Main», с отдельными стойками регистрации, но единым помещением, а официальный сайт остался thececilhotel.com.
В 2014 году отель был продан владельцу гостиниц из Нью-Йорка Ричарду Борну за 30 миллионов долларов, после чего ещё одна нью-йоркская компания, Simon Baron Development, получила 99-летнюю аренду на этот объект. В 2016 году президент Simon Baron, Мэтт Барон, заявил, что компания намерена сохранить исторически важные элементы здания, такие как главный холл, но полностью обновить интерьер. Отель был закрыт в 2017 году для ремонта, но работы были приостановлены на неопределенный срок из-за пандемии COVID-19.
В феврале 2017 года Городской совет Лос-Анджелеса проголосовал за присвоение отелю Сесил статуса Историческо-Культурного Монумента, так как он является примером американского отеля начала 20 века и имеет историческое значение благодаря работам его архитектора.
13 декабря 2021 года отель Сесил вновь открылся как комплекс доступного жилья, управляемый Skid Row Housing Trust. Это заведение предоставит жилье для 600 малообеспеченных человек.
В 2024 году владельцы отеля Сесил, компания Simon Baron Properties, выставили отель на продажу.

## Внешний вид | Историческая вывеска с ценами за номер

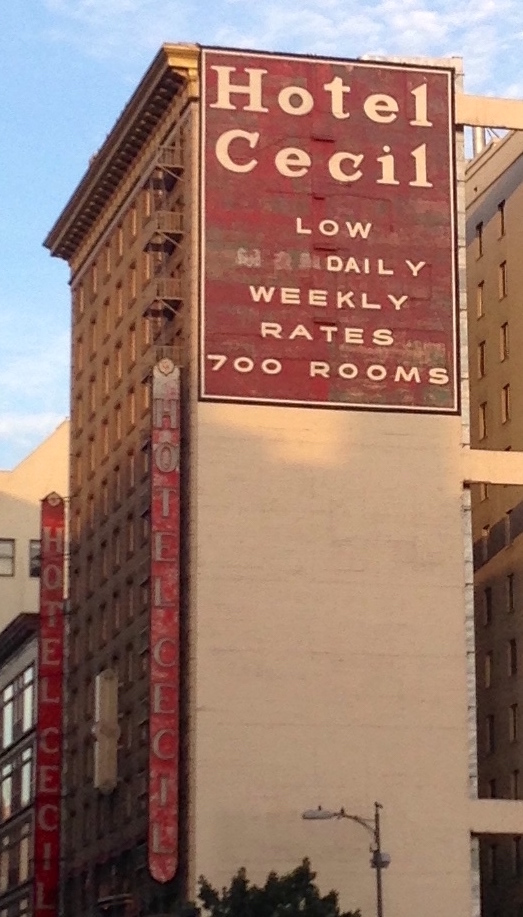

В апреле 2022 года историческая вывеска с ценами за номера отеля, размещенная на южной стороне здания, была незаконно закрашена белой краской. Неясно, кто именно — владельцы, арендаторы или субарендаторы — ответственны за удаление знака, который был охраняемым памятником, но скорее всего его удалили, чтобы освободить место для новой фрески или рекламного щита. Сообщалось, что для новой росписи здания был нанят художник Мэттью Гарсия. Кроме того, в СМИ распространялись изображения билбордов, созданных студией Found Design для Simon Baron Development, в рамках проекта под названием «The Frames». На сайте компании Kevani сообщается, что рекламные щиты «скоро появятся». Оригинальная вывеска находилась на здании с 1927 года и сначала гласила «HOTEL CECIL LOW MONTHLY WEEKLY RATES 700 ROOMS», с последующим изменением «monthly» на «daily». Следы первых букв всё ещё видны, что объясняет, почему текущее слово «daily» расположено правее центра.

## Инциденты
Основная статья: Список смертей и актов насилия в отеле Сесил (En)
В 1931 году один из гостей, У. К. Нортон, скончался в своем номере после того, как проглотил капсулы с ядом. В 1940-х и 1950-х годах в отеле произошли другие самоубийства. В 2008 году два постоянных жителя отеля назвали Сесил «Отелем самоубийств», и это прозвище стало популярным в социальных сетях через несколько лет.
Отель Сесил стал известным местом встреч для супружеских пар, изменяющих своим половым партнерам, а также для наркотической активности и проституции.
В 1964 году была найдена мертвой в своем номере пенсионерка, известная и любимая долгосрочная жительница отеля Пиджин Голди Осгуд. Она была изнасилована, убита ножом, избита и ограблена. Жак Б. Эхлингер был обвинен в убийстве Осгуд, так как его видели, покрытого кровью, бродящим по улицам неподалеку от отеля, но позже он был оправдан. Убийство Осгуд до сих пор не раскрыто.
В 1980-х годах отель стал временным домом для серийного убийцы Ричарда Рамиреса, прозванного «Ночным убийцей». Рамирес был постоянным посетителем района Скид Роу. По словам одного из клерков отеля, Рамирес жил в Сесиле несколько недель. Согласно информации KPCC, он якобы совершил четырнадцать убийств, находясь в этом отеле. 30 августа 1985 года группа жителей Лос-Анджелеса заметила его на улице и не дала ему сбежать, пока полиция не арестовала его. В 1989 году Рамирес был осужден за 13 убийств и приговорен к смертной казни, хотя в конечном итоге он умер от рака в 2013 году. Еще один серийный убийца, австриец Джек Унтервегер, остановился в Сесиле в 1991 году, возможно, с намерением подражать преступлениям Рамиреса. Во время своего пребывания он задушил и убил как минимум трех проституток, за что был осужден в Австрии.
В 2013 году отель Сесил (к тому времени переименованный в «Stay on Main», хотя вывески с оригинальным названием отеля и вывеска на южной стороне здания остались) снова привлек внимание, когда видеозапись с камеры наблюдения, на которой канадская студентка Элиза Лэм ведет себя неадекватно в лифте отеля, широко распространилась в международных СМИ. На видео Лэм многократно нажимает кнопки в лифте, выходит и снова заходит в него, возможно, пытаясь скрыться от кого-то. Это было записано незадолго до ее исчезновения. Через 19 дней ее обнаженное тело было найдено в резервуаре с водой на крыше отеля, после жалоб гостей на странный вкус воды и низкое давление. Как она попала в водяной бак, долго оставалось загадкой. Этаж, на котором Лэм останавливалась, был одним из тех, на которых не было записей с камер безопасности, что оставило неопределенность относительно того, было ли ее убийство преступлением, пока сестра Лэм не рассказала детективам, что Лэм не выполняла предписания по приему лекарств. Среди ее вещей, оставшихся в отеле, было несколько препаратов, которые, похоже, остались нетронутыми. У Лэм ранее была диагностирована тяжелая форма биполярного расстройства и известна тем, что иногда проявляла психотические симптомы, особенно если она не принимала лекарства. По словам ее друзей, она иногда вела себя странно, когда не принимала свои препараты. Полиция пришла к выводу, что ее неадекватное поведение в лифте было вызвано параноидальными галлюцинациями, и что она забралась в бак сама, полагая, что находится в опасности. Затем полиция предположила, что, возможно, когда она попала в бак, уровень воды был достаточно высоким, и она могла выбраться, но по мере использования воды гостями и жителями уровень снизился, и она осталась запертой, не имея возможности выбраться. Также предположили, что она сняла свою одежду, пытаясь избавиться от того, что утяжеляло ее. Окружной судмедэксперт Лос-Анджелеса пришел к заключению, что ее смерть была несчастным случаем, вызванным утоплением, а биполярное расстройство сыграло важную роль в этом.